# Magnus Livin (1622–1681)
Magnus Jonæ Livin, född 27 december 1622 S:t Laurentii församling, Östergötlands län, död 17 augusti 1681 i Säby församling, Jönköpings län, var en svensk präst.

## Biografi
Magnus Livin föddes 1622 i S:t Laurentii församling, Söderköping. Han var son till handlanden Jonas Månsson som ägde Liljestad. Livin blev 1644 student vid Uppsala universitet och promoverades till filosofie magister där 1655. Han blev 1656 konrektor vid Söderköpings trivialskola och prästvigdes 1657. År 1658 blev han rektor vid Norrköpings trivialskola och 1674 kyrkoherde i Säby församling. Livin blev 1676 kontraktsprost i Norra Vedbo kontrakt. Han avled 1681 i Säby församling.

### Familj
Livin gifte sig 1658 med Margareta Clasdotter Prytz. Hon var dotter till kyrkoherden Claudius Prytz och Karin Holm i Norrköping. De fick tillsammans sonen kyrkoherden Jonas Livin i Linderås församling, kyrkoherden Claudius Livin i Norrköping, kyrkoherden Magnus Livin i Marbäcks församling, kyrkoherden Bothvidus Livin i Säby församling, rektorn Olof Livin i Norrköping och Catharina Livin som var gift med en organist. Efter Livins död gifte Margareta Prytz om sig med kyrkoherden Ericus Johannis Hedaenius i Misterhults församling.